# Leucopsila
Leucopsila is een geslacht van sponsdieren uit de klasse van de Calcarea (kalksponzen).

## Soort
- Leucopsila stylifera (Schmidt, 1870)